# X-Men Fairy Tales
X-Men Fairy Tales es una miniserie de cómic americana de cuatro partes creada por C. B. Cebulski. Publicada por Marvel Comics en 2006. Se basa en leyendas y cuentos de hadas. Es la primera historieta de la serie de libros de cómics Marvel Fairy Tales.

## Contenido
La serie tiene cuatro partes. Cada mes salía una nueva parte.

### Parte 1
| Título        | Traducción        | Fecha de publicación | Escrita por   | Dibujada por | n.º de páginas |
| ------------- | ----------------- | -------------------- | ------------- | ------------ | -------------- |
| The Peach Boy | El niño melocotón | 17 de mayo de 2006   | C.B. Cebulski | Sana Takeda  | 32             |

El cómic revive la leyenda japonesa de Momotarō. Manda los X-Men para interpretar tradicionales personajes de este cuento. En la historia Momotaro, aquí llamado Hitome, tiene los poderes del X-Man Cíclope. Vive con sus ancianos padres y trabaja de leñador. Hasta que un día encuentra y ayuda a un monje. Este le pide rescatar a la hija del emperador. Hitome consiente. Van en busca de nuevos compañeros. Se unen a ellos Aoi (el simio azul), Tenshi, Kori (el perro de hielo). Todos juntos logran vencer a los demonios y liberan a la princesa. Después de hacerlo el monje se descubre como el mismísimo emperador y les pide que formen parte de la guardia real.

### Parte 2
| Título                                       | Traducción                         | Fecha de publicación | Escrita por   | Dibujada por | n.º de páginas |
| -------------------------------------------- | ---------------------------------- | -------------------- | ------------- | ------------ | -------------- |
| The Friendship of the Tortoise and the Eagle | La amistad del águila y la tortuga | 21 de junio de 2006  | C.B. Cebulski | Kyle Baker   | 32             |

El cómic revive una antigua historia africana de la extraña amistad de un águila y una tortuga. Puede ser interpretada como la historia de Magneto y el profesor Xavier. El águila ha crecido solo y tuvo una niñez muy cruel. La tortuga al principio vivía tranquilamente en un entorno familiar, pero cuando le salió una marca X en la espalda todo cambió y nadie quería jugar con él. Ambos necesitaban tener un amigo. Un día el águila ataca al grupo de tortugas al cual pertenece el héroe del cómic. Le sorprende que la tortuga con la extraña marca se ofrece sacrificar a cambio de la vida de sus amigos. Le lleva a su nido y le perdona la vida. Así empieza su amistad. Pero todo se termina y un día les ataca un grupo de aves de rapiña. Sobreviven, pero el águila decide abandonar la tortuga porque puede ser para ella un peligro. A la tortuga no le gusta esto y decide encontrarle de nuevo. Le ayudaron un escarabajo, un cocodrilo y una rana. Al encontrar a su antiguo amigo nota un cambio, pero no sé lo grande que es el cambio del águila hasta llegar a su nido. Allí la tortuga descubre los huesos de otras tortugas. El águila le dice que ahora su vida se basa en matar. Lleva a la tortuga al aire queriendo matarla. Pero la tortuga sobrevive y sorprendentemente para el águila le agradece de que no le había llevado lo bastante alto como para matarlo con éxito. La amistad entre la tortuga y el águila no puede desaparecer mientras hay esperanza.

### Parte 3
| Título           | Traducción          | Fecha de publicación | Escrita por   | Dibujada por     | n.º de páginas |
| ---------------- | ------------------- | -------------------- | ------------- | ---------------- | -------------- |
| To Die in Dreams | Morir en los sueños | 7 de julio de 2006   | C.B. Cebulski | Bill Sienkiewicz | 32             |

Un cíclope ciego, que no puede encontrar a la mujer adecuada, un día encuentra un ataúd de cristal con una mujer dentro de él. La besa y así mismo la despierta. Ella dice que no recuerda nada. Después resulta que es una bruja. Es la historia de Jean Grey y Wolverine.

### Parte 4
| Título         | Traducción      | Fecha de publicación | Escrita por   | Dibujada por  | n.º de páginas |
| -------------- | --------------- | -------------------- | ------------- | ------------- | -------------- |
| Restless Souls | Almas inquietas | octubre de 2006      | C.B. Cebulski | Kei Kobayashi | 32             |

Es una historia ambientada en Nueva Orleans. Aparece el voodoo y los zombis. Es una variación de la historia de Gambito, Rogue, Bishop y Emma Frost.